# Stijn Streuvels
Stijn Streuvels, cuyo nombre de nacimiento era Franciscus «Frank» Petrus Maria Lateur (Cortrique, 3 de octubre de 1871-Anzegem, 15 de agosto de 1969), fue un escritor, dramaturgo y traductor belga.

## Biografía
Comenzó a escribir a una edad muy temprana, inspirado por su tío, Guido Gezelle, otro escritor también famoso. Asimismo, trabajó hasta 1905 en una panadería de Avelghem, un pueblo cercano a su localidad natal. Sus primeras obras se publicaron en una revista de poca tirada, De jonge Vlaming. Sin embargo, los editores de Van Nu en Straks, una nueva revista, se fijaron en él. Además, uno de ellos, Emmanuel de Bom, se convirtió en su mentor y le recomendó publicar su trabajo en forma de libre.
Se casó en 1905 con Alida Staelens, con la que tuvo cuatro hijos: Paulsa, Paul, Dina e Isa. En 1980, su casa se transformó en un museo para homenajearle.
Streuvels falleció en 1969, a los 97 años de edad.

## Obra y estilo
Las obras de Streuvels guardaban en su gran mayoría relación con la vida rural de los pobres granjeros flamencos. De acuerdo con la Enciclopedia Británica, «su estilo de prosa, épico pero a la vez lírico, que se amoldaba perfectamente a sus temas, está entre los mejores de su época».
En 1937 y 1938, se granjeó la mayoría de los votos del comité del Nobel para recibir el premio en su sección literaria, pero finalmente no lo consiguió. En 1937, fue Roger Martin du Gard quien lo consiguió, mientras que Pearl S. Buck se impuso al año siguiente. Fue nombrado doctor honoris causa de la Universidad Católica de Lovaina, la de Münster y la de Pretoria.